# Kreisteilungskörper
Kreisteilungskörper (auch: zyklotomische Körper) sind Studienobjekte des mathematischen Teilgebietes der algebraischen Zahlentheorie. Sie sind in gewisser Hinsicht besonders einfache Verallgemeinerungen des Körpers der rationalen Zahlen.

## Definition
Es sei {\displaystyle n>2} eine natürliche Zahl. Dann ist der {\displaystyle n}-te Kreisteilungskörper diejenige Körpererweiterung {\displaystyle \mathbb {Q} (\mu _{n})} von {\displaystyle \mathbb {Q} }, die durch Adjunktion der Menge {\displaystyle \mu _{n}} aller {\displaystyle n}-ten Einheitswurzeln entsteht.

## Eigenschaften
- Ist {\displaystyle \zeta _{n}} eine primitive {\displaystyle n}-te Einheitswurzel, so ist das Minimalpolynom von {\displaystyle \zeta _{n}} das {\displaystyle n}-te Kreisteilungspolynom {\displaystyle \Phi _{n}}, deshalb ist

{\displaystyle \mathbb {Q} (\mu _{n})=\mathbb {Q} (\zeta _{n})\cong \mathbb {Q} [T]/(\Phi _{n}(T)).}
Insbesondere ist der Erweiterungsgrad {\displaystyle [\mathbb {Q} (\mu _{n}):\mathbb {Q} ]=\varphi (n)} mit der eulerschen φ-Funktion.
- Zwei Kreisteilungskörper {\displaystyle \mathbb {Q} (\mu _{n})} und {\displaystyle \mathbb {Q} \mathbb {(} \mu _{m})} mit {\displaystyle n<m} sind genau dann gleich, wenn {\displaystyle n} ungerade ist und {\displaystyle m=2n} gilt.

- Die Adjunktion der {\displaystyle m}-ten Einheitswurzeln zu {\displaystyle \mathbb {Q} (\mu _{n})} ergibt {\displaystyle \mathbb {Q} (\mu _{N})} mit {\displaystyle N=\mathrm {kgV} (m,n).}

- Die Erweiterung {\displaystyle \mathbb {Q} (\mu _{n})|\mathbb {Q} } ist galoissch. Die Galoisgruppe ist isomorph zu {\displaystyle (\mathbb {Z} /n\mathbb {Z} )^{\times };} ist {\displaystyle \zeta _{n}} eine primitive {\displaystyle n}-te Einheitswurzel, so entspricht einem Element {\displaystyle k\in (\mathbb {Z} /n\mathbb {Z} )^{\times }} der durch

{\displaystyle \zeta _{n}\mapsto \zeta _{n}^{k}}
definierte Automorphismus von {\displaystyle \mathbb {Q} (\mu _{n}).}
- Der Ganzheitsring von {\displaystyle \mathbb {Q} (\mu _{n})} ist {\displaystyle \mathbb {Z} [\zeta _{n}]} mit einer beliebigen primitiven {\displaystyle n}-ten Einheitswurzel {\displaystyle \zeta _{n}}.[2]

- Insbesondere ist der Ganzheitsring von {\displaystyle \mathbb {Q} (\mu _{4})=\mathbb {Q} ({\sqrt {-1}})} gleich dem Ring der ganzen gaußschen Zahlen, der Ganzheitsring von {\displaystyle \mathbb {Q} (\mu _{3})=\mathbb {Q} (\mu _{6})=\mathbb {Q} ({\sqrt {-3}})} ist gleich dem Ring der Eisenstein-Zahlen. Diese beiden Zahlkörper sind die einzigen algebraischen Erweiterungen der rationalen Zahlen, die sowohl Kreisteilungskörper als auch quadratische Erweiterungskörper sind.

## Diskriminante und Verzweigung
Die Diskriminante von {\displaystyle \mathbb {Q} (\zeta _{n})} für {\displaystyle n>2} ist
{\displaystyle \Delta _{\mathbb {Q} (\zeta _{n})}=(-1)^{\frac {\varphi (n)}{2}}{\frac {n^{\varphi (n)}}{\prod _{p\mid n}p^{\frac {\varphi (n)}{p-1}}}}.}
Die in {\displaystyle \mathbb {Q} (\zeta _{n})} verzweigten Primzahlen sind gerade die Primteiler der Diskriminante. Insbesondere ist eine ungerade Primzahl genau dann verzweigt in {\displaystyle \mathbb {Q} (\zeta _{n})}, wenn sie ein Teiler von {\displaystyle n} ist. Die {\displaystyle 2} ist genau dann verzweigt, wenn {\displaystyle 4\mid n}. Eine Primzahl {\displaystyle p} ist genau dann voll zerlegt, wenn {\displaystyle p\equiv 1{\pmod {n}}} gilt.
Ist {\displaystyle n=\ell ^{\nu }>2} eine Primzahlpotenz, so ist {\displaystyle \ell } die einzige verzweigte Primzahl in {\displaystyle \mathbb {Q} (\zeta _{\ell ^{\nu }})}. {\displaystyle \ell } ist dann unzerlegt und vollständig verzweigt. Man kann zeigen, dass {\displaystyle 1-\zeta _{\ell ^{\nu }}} ein Element mit Norm {\displaystyle \ell } ist. Das einzige Primideal über {\displaystyle \ell } ist also das Hauptideal, das von {\displaystyle 1-\zeta _{\ell ^{\nu }}} erzeugt wird:
{\displaystyle (\ell )=(1-\zeta _{\ell ^{\nu }})^{\ell ^{\nu -1}(\ell -1)}.}
Für die Diskriminante ergibt sich {\displaystyle \Delta _{\mathbb {Q} (\zeta _{\ell ^{\nu }})}=\pm \ell ^{\ell ^{\nu -1}(\nu \ell -\nu -1)}}.

## Satz von Kronecker-Weber
Der Satz von Kronecker-Weber (nach L. Kronecker und H. Weber) besagt, dass jeder algebraische Zahlkörper mit abelscher Galoisgruppe in einem Kreisteilungskörper enthalten ist. Die maximale abelsche Erweiterung von {\displaystyle \mathbb {Q} } entsteht also durch Adjunktion aller Einheitswurzeln.

## Idealklassengruppe
Die Klassenzahl {\displaystyle h_{n}} von {\displaystyle \mathbb {Q} (\zeta _{n})} besteht aus zwei ganzzahligen Faktoren {\displaystyle h_{n}^{+}} und {\displaystyle h_{n}^{-}}. Hierbei ist {\displaystyle h_{n}^{+}} die Klassenzahl des maximalen reellen Teilkörpers {\displaystyle \mathbb {Q} (\zeta _{n})^{+}=\mathbb {Q} (\zeta _{n}+\zeta _{n}^{-1})} und {\displaystyle h_{n}^{-}:=h_{n}/h_{n}^{+}} die Relativklassenzahl. Die Idealklassengruppe {\displaystyle C_{n}^{+}} von {\displaystyle \mathbb {Q} (\zeta _{n})^{+}} kann als Untergruppe der Idealklassengruppe {\displaystyle C_{n}} von {\displaystyle \mathbb {Q} (\zeta _{n})} aufgefasst werden.
Die Relativklassenzahl {\displaystyle h_{n}^{-}} kann mithilfe von Dirichlet-Charakteren und Bernoulli-Zahlen explizit bestimmt werden.
Die Klassenzahl {\displaystyle h_{n}} von {\displaystyle \mathbb {Q} (\zeta _{n})} zu bestimmen, ist im Allgemeinen schwierig. Aus dem Satz von Brauer-Siegel, der eine Aussage über das asymptotische Verhalten der Klassenzahl macht, lässt sich folgern, dass {\displaystyle h_{n}\to \infty } für {\displaystyle n\to \infty }. Insbesondere gibt es nur endlich viele Kreisteilungskörper mit Klassenzahl {\displaystyle 1}. Die vollständige Liste aller {\displaystyle n} mit {\displaystyle h_{n}=1} lautet
{\displaystyle 1,2,3,\dots ,22,24,25,26,27,28,30,32,33,34,35,36,38,40,42,44,45,48,50,54,60,66,70,84,90.}
In genau diesen Fällen ist {\displaystyle \mathbb {Z} [\zeta _{n}]} ein Hauptidealring und es gibt eine eindeutige Primfaktorzerlegung von Elementen.
Die ungelöste Vandiver-Vermutung sagt voraus, dass die Primzahl {\displaystyle p} kein Teiler von {\displaystyle h_{p}^{+}} ist.